# Agum III.
Agum III. byl kassitským králem Babylónu v polovině 15. století př. n. l..
Nevíme o něm ani o jeho vládě téměř nic, s výjimkou jediné babylonské zmínky o jeho válečném tažení do přímořských oblastí na jih od Babylonu, které proběhlo přibližně roku 1465 př. n. l.. Podařilo se mu dobýt správní středisko tohoto regionu – město Dur-Ea, čímž dosáhl kontroly nad celou Babylonií.
Jeho nástupcem se stal jeho syn, Karaindaš, který podnikal další tažení na jih.